# Miss Universe 1981
Der Wettbewerb um die 30. Miss Universe mit ursprünglich 77 Teilnehmerinnen fand am 20. Juli 1981 im Minskoff Theatre in New York statt. Eine Teilnehmerin, Miss Mauritius bekam Heimweh, zog sich zurück, und so kämpften nur noch 76 Kandidatinnen um die Krone.
Die Siegerin des Wettbewerbs Irene Sáez aus Venezuela, die schon Miss Miranda sowie Miss Venezuela war, wurde von der US-amerikanischen Vorjahressiegerin Shawn Weatherly gekrönt.
Weil die meisten Kandidatinnen bei diesem Wettbewerb blond waren, kam es zu Kritiken wegen angeblich rassistischen Verhaltens. Des Weiteren wurde behauptet, die  Kandidaten erhielten dadurch mehr Aufmerksamkeit in den Medien.

## Abschließender Wettbewerb
| Land                            | Schreibweise bei Pageantopolis | Schreibweise in der Heimatsprache | Teilnahme an weiteren Wettbewerben |
| ------------------------------- | ------------------------------ | --------------------------------- | ---------------------------------- |
| Platzierungen                   |                                |                                   |                                    |
| 1. Venezuela                    | Irene Lailin Sáez Conde        | Irene Sáez                        | Miss Venezuela                     |
| 2. Kanada                       | Dominique Dufour               | Dominique Dufour                  | Miss Kanada                        |
| 3. Schweden                     | Eva-Lena Lundgren              | Eva-Lena Lundgren                 | Miss Schweden                      |
| 4. Brasilien                    | Adriana Alves de Oliveira      | Adriana Alves de Oliveira         | Miss Brasilien                     |
| 5. Belgien                      | Dominique van Eeckhoudt        | Dominique van Eeckhoudt           | Miss Belgien                       |
| Top 12                          |                                |                                   |                                    |
| Französisch-Polynesien (Tahiti) | Tatiana Teraiamano             | Tatiana Teraiamano                | Miss Tahiti                        |
| Norwegen                        | Mona Olsen                     | Mona Olsen                        | Miss Norwegen                      |
| BR Deutschland                  | Marion Kurz                    | Marion Kurz                       | Miss Germany                       |
| Niederlande                     | Ingrid Schouten                | Ingrid Schouten                   |                                    |
| Vereinigte Staaten              | Kim Seelbrede                  | Kim Seelbrede                     | Miss USA                           |
| Ecuador                         | Lucía Isabel Vinueza Urjelles  | Lucía Isabel Vinueza Urjelles     | Miss Ecuador                       |
| Neuseeland                      | Donella Thomsen                | Donella Thomsen                   | Miss Neuseeland                    |

## Auszeichnungen
| Besondere Auszeichnungen | Gewinner                              |
| ------------------------ | ------------------------------------- |
| Miss Amity               | Bahamas – Linda Smith                 |
| Miss Photogenic          | Dänemark – Tina Brandstrup            |
| Bestes Nationales Kostüm | Brasilien – Adriana Alves de Oliveira |

## Jury
- Sammy Cahn
- ChangKang Jae
- Anna Moffo
- Pelé
- Julio Iglesias
- Itzik Kol
- Lee Majors
- Mary McFadden
- David Merrick
- LeRoy Neiman
- Lorin Netherlandser
- Francesco Scavullo
- Corinna Tsopei (Miss Universe 1964 aus Griechenland)

## Teilnehmerinnen
| Land                         | Name                                     |
| Amerikanische Jungferninseln | Marise Cecile James                      |
| Argentinien                  | Susana Mabel Reynoso                     |
| Aruba                        | Synia Reyes                              |
| Australien                   | Karen Sang                               |
| Bahamas                      | Linda Teresa Smith                       |
| Belgien                      | Dominique van Eeckhoudt (5. Platz)       |
| Belize                       | Ivette Zabaneh                           |
| Bermuda                      | Cymone Florie Tucker                     |
| Bolivien                     | Vivian Zambrano                          |
| Brasilien                    | Adriana Alves de Oliveira (4. Platz)     |
| BR Deutschland               | Marion Kurz                              |
| Britische Jungferninseln     | Carmen Nibbs                             |
| Cayman Islands               | Donna Marie Myrie                        |
| Chile                        | María Soledad Hurtado Arellano           |
| Costa Rica                   | Rosa Inés Solís Vargas                   |
| Curaçao                      | Maria Maxima Croes                       |
| Dänemark                     | Tina Brandstrup                          |
| Dominikanische Republik      | Fausta Lucía Peña Veras                  |
| Ecuador                      | Lucía Isabel Vinueza Urjelles            |
| England                      | Joanna Longley                           |
| Fidschi                      | Lynn Michelle McDonald                   |
| Finnland                     | Merja Orvokki Varvikko                   |
| Frankreich                   | Isabelle Sophie Benard                   |
| Französisch-Polynesien       | Tatiana Teraiamano                       |
| Gibraltar                    | Yvette Dominguez                         |
| Griechenland                 | Maria Nikouli                            |
| Guadeloupe                   | Rosette Bivouac                          |
| Guam                         | Bertha Antoinette Harmon                 |
| Guatemala                    | Yuma Rossana Lobos Orellana              |
| Honduras                     | Leslie Nohemí Sabillón Dávila            |
| Hongkong                     | Irene Lo Kam-Sheung                      |
| Island                       | Elisabet Traustadóttir                   |
| Indien                       | Rachita Kumar                            |
| Irland                       | Valerie Roe                              |
| Israel                       | Dana Wexler                              |
| Italien                      | Anna Maria Kanakis                       |
| Japan                        | Mineko Orisaku                           |
| Kanada                       | Dominique Dufour (2. Platz)              |
| Kolumbien                    | Ana Edilma (Eddy) Cano Puerta            |
| Malaysia                     | Audrey Loh Yin Fong                      |
| Malta                        | Susanne Galea                            |
| Martinique                   | Ghislaine Jean-Louis                     |
| Mexiko                       | Judith Grace González Hincks             |
| Namibia                      | Antoinette Anuza                         |
| Niederlande                  | Ingrid Johanna Marie Schouten            |
| Neuseeland                   | Donella Thomsen                          |
| Nördliche Marianen           | Juanita Masga Mendiola                   |
| Norwegen                     | Mona Olsen                               |
| Österreich                   | Gudrun Gollop                            |
| Panama                       | Ana María Henríquez Valdés               |
| Paraguay                     | María Isabel Urízar Caras                |
| Peru                         | Gladys Silva Cancino                     |
| Philippinen                  | Maria Caroline (Maricar) de Vera Mendoza |
| Portugal                     | Ana Paula Machado Moura                  |
| Puerto Rico                  | Carmen Lotti Rodríguez                   |
| Réunion                      | Patricia Abadie                          |
| Schottland                   | Anne McFarlane                           |
| Singapur                     | Florence Tan                             |
| Südkorea                     | Lee Eun-jung                             |
| Südafrika                    | Daniela di Paolo                         |
| Spanien                      | Frances Ondiviela                        |
| Sri Lanka                    | Renuka Varuni Jesudhason                 |
| St. Kitts und Nevis          | Marva Warner                             |
| Schweden                     | Eva-Lena Lundgren (3. Platz)             |
| Schweiz                      | Bridget Voss                             |
| Thailand                     | Massupha Karbprapun                      |
| Trinidad und Tobago          | Romini Samaroo                           |
| Türkei                       | Şenay Unlu                               |
| Turks- und Caicosinseln      | Frances Gloria Rigby                     |
| Uruguay                      | Griselda Dianne Anchorena                |
| Vereinigte Staaten           | Kim Seelbrede                            |
| Venezuela                    | Irene Sáez Conde (1. Platz)              |
| Wales                        | Karen Ruth Stannard                      |
| Westsamoa                    | Lenita Marianne Schwalger                |
| Zypern                       | Katia Angelidou                          |